# Facultatea de Ingineria și Managementul Sistemelor Tehnologice (Universitatea Politehnica din București)
Facultatea de Inginerie Industriala si Robotica  (FIIR) fosta Facultatea de Inginerie și Managementul Sistemelor Tehnologice  (IMST) a fost înființată, sub denumirea de Facultatea Tehnologia Construcțiilor de Mașini (TCM), în anul 1961 prin Hotărârea Consiliului de Miniștri nr. 547/1961.

## Istoric
În urma acestei hotărâri a fost stabilit următorul profil pentru facultatea TCM:
- secții cu durata studiilor de 5 ani: tehnologia constricțiilor de mașini, mașini-unelte și scule;
- secții cu durata studiilor de 4 ani: tehnologia constricțiilor de mașini.

În anul 1961,  prin Ordinul  Ministrului și Culturii nr. 688 din 4 septembrie 1961, a fost aprobat, pentru facultatea TCM, următorul  „Plan de școlarizare la anul I – cursuri de zi și  seral –  în anul școlar 1661-1962”:
- ingineri cursuri de zi cu durata studiilor de 5 ani: tehnologia construcțiilor de mașini (40 locuri), mașini unelte și scule (100 de locuri);
- ingineri cursuri de zi cu durata studiilor de 4 ani: tehnologia construcțiilor de mașini (200 locuri);
- ingineri cursuri serale:  tehnologia construcțiilor de mașini (60 locuri).

În anul 1962,  prin Hotărârea Consiliului de Miniștrii nr. 778/1962, s-a aprobat  prin Ordinul  Ministrului Învățământului  nr. 575 din 19 iulie 1962, ca în cadrul facultății TCM să se înființeze o nouă specializare – Mecanică Fină (30 locuri). La specializările existente, a fost adăugată, potrivit prevederilor din Hotărârea Consiliului de Miniștrii nr. 1487/1968, prin Ordinul  Ministrului Învățământului  nr. 373 din 29 iulie 1968, specializarea tehnologia prelucrării la rece (subingineri cursuri de zi – 60 de locuri și subingineri cursuri serale – 40 de locuri).
Clădirea în care funcționează în prezent facultatea IMST, a fost dată în folosință în anul 1971 (corpul CB cu o suprafață totală de 7030 m², corpul CD cu o suprafață totală de 5020 m², corpul CE cu o suprafață totală de 2915 m², corpul CF cu o suprafață totală de 4460 m²).
În anul 1977 se înființează specializarea Utilajul și Tehnologia Sudării (60 de locuri), prin decretul Consiliului de Stat nr. 209 din 12 iulie 1977. 
Începând cu anul 1992, corespunzător noilor profiluri și specializări, facultatea Tehnologia Construcțiilor de Mașini își schimbă numele în Facultatea Ingineria și Managementul Sistemelor Tehnologice.
Având în vedere modernizarea învățământului tehnic superior și alinierea lui la normele internaționale, în anul 2001, la cele trei specializări menționate mai sus s-au adăugat, prin Hotărârea Guvernului, specializările Inginerie Economică Industrială, Roboți Industriali și Ingineria și Managementul Calității și din anul 2010  specializarea Logistică Industrială.
În prezent, în cadrul facultății IMST funcționează trei catedre de specialitate: catedra Tehnologia Construcțiilor de Mașini, catedra Mașini și Sisteme de Producție și catedra Tehnologia Materialelor și Sudării, la care se adaugă alte două catedre cu profil de cultură tehnică generală: catedra de Rezistența Materialelor și catedra de Teoria Mecanismelor și Roboților. 
Facultatea Ingineria și Managementul Sistemelor Tehnologice (fostă Tehnologia Construcțiilor de Mașini), prin specializările sale și prin componentele sale de bază (studenții, personalul didactic și tehnic) este și va rămâne una din facultățile reprezentative ale Universității Politehnica din București.